# 수도침례신학교
수도침례신학교(首都浸禮神學校)는 경기도 안성시 공도읍 용두리에 있었던 4년제 대학 과정의 학력인정 각종 학교였다.

## 연혁
- 1981년 3월 1일 : 은혜신학교, 경기신학교, 영남신학교를 통합해 개교
- 1986년 3월 1일 : 4년제 각종학교로 개편
- 2006년 2월 28일 : 침례신학대학교와 통합되어 안성캠퍼스가 됨
- 2009년 2월 28일 : 침례신학대학교 안성캠퍼스 폐교

## 같이 보기
- 침례신학대학교